# Astronautika u 1986.
◄◄ | ◄ | 1983. | 1984. | 1985. | 1986.  | 1987. | 1988. | 1989. | ► | ►►
Arhitektura • Astronautika • Astronomija • Biologija • Film • Fotografija • Glazba • Kazalište • Kemija • Kiparstvo • Knjige • Književnost • Kršćanstvo • Meteorologija • Medicina • Planinarstvo • Politika • Pravo • Promet • Slikarstvo • Strip • Šport • Televizija • Znanost • Zrakoplovstvo • Željeznički promet
Astronautika u 1986.

## Svemirske letjelice

### Letovi prema Mjesecu i tijelima Sunčevog sustava
- Voyager 2 posjećuje Uran (24. siječnja)
- preleti Halleyjevog kometa- Vega 1, Vega 2, Giotto, Suisei, Sagihake.

## Ostali događaji
- 28. siječnja – Katastrofa space shuttlea Challenger

## Smrti
Astronauti poginuli u nesreći Challengera:
- Francis R. Scobee
- Michael J. Smith
- Ronald McNair
- Ellison Onizuka
- Judith Resnik
- Gregory Jarvis
- Christa McAuliffe

## Vanjske poveznice
|  | Zajednički poslužitelj ima još gradiva o temi Svemirski letovi u 1986. |